# مصر للطيران للشحن
مصر للطيران للشحن هي شركة شحن جوي مصرية، وهي إحدى الشركات التابعة للشركة القابضة لمصر للطيران، يرجع تاريخ إنشائها إلى عام 2004 وذلك عندما تمت إعادة هيكلة شركة مصر للطيران، وأنبثق عن إعادة الهيكلة شركة قابضة وسبعة شركات تابعة منها شركة مصر للطيران للشحن، وتتخذ الشركة من مطار القاهرة الدولي مقراً لعملياتها، وسيتم نقل عمليات الشركة إلى قرية البضائع الجديدة التي يتم بنائها في المطار حالياً.

## الوجهات

### أفريقيا
- مصر
  - القاهرة (مطار القاهرة الدولي). [مركز العمليات]

### أسيا
- قطر
  - الدوحه (مطار الدوحه).

### أوروبا
- بلجيكا
  - أوستند (مطار أوستند الدولي).
- ألمانيا
  - فرانكفورت (مطار فرانكفورت الدولي).
- المملكة المتحدة
  - مانستون (مطار مانستون - كينت الدولي).

## الأسطول
أسطول مصر للطيران للشحن
| نوع الطائرة       | المجموع | القدرة الاستيعابية | ملاحظات |
| ----------------- | ------- | ------------------ | ------- |
| إيرباص A300-203F  | 2       | 96,000 باوند       |         |
| إيرباص A300-600RF | 2       | 97,000 باوند       |         |